# Эль-Морокко
«Эль Морокко» (также сокращённо Элмо и Элмер, англ. El Morocco) — популярный ночной клуб Манхэттена в 1930-1950-х гг. Упоминается во многих кинофильмах, таких как «Сабрина», и литературных произведениях (например, в романах «Над пропастью во ржи», «Тени в раю»).

## История
Впервые был открыт итальянским эмигрантом из Турина Джоном Перона и Мартином де Альзагой в 1931 г. в качестве спикизи по адресу 154, Восточная 54-я улица, в центре квартала между Лексингтон- и Третьей авеню на Манхэттене. После отмены сухого закона в США в 1933 г. Эль Морокко превратился в одно из самых посещаемых заведений Нью-Йорка — его завсегдатаями стали политики, представители высшего общества и богемы, артисты. Фотографии, сделанные в клубе его официальным фотографом Джеромом Зербой, на следующий день появлялись в новостях.
После Второй мировой войны окрестности стали меняться, и в 1960 г. Перона перенёс клуб в другое здание по адресу 307, Восточная 54-я улица, на углу Второй Авеню. В 1962 г. сын Пероны, Эдвин, продал клуб Джону Миллсу, который владел им следующие три года. Затем клуб несколько раз сменил владельцев, в нём разное время работали ресторан и стриптиз-бар. В 1997 г. в здании открылся ночной клуб «Ночные совы».
Сейчас в бывшем «Эль Морокко» располагается Миланский Кондоминиум.